# Kovárcz Emil
Kovárcz Emil (Zsarnóca, 1832. június 6. – Losonc, 1889. június 3.) zeneszerző, karnagy, ének-zenetanár.

## Életútja
Atyja Kovárcz Károly nagy műkedvelő lévén, fiát 7 éves korában kezdte a zenére taníttatni. 1846-ban Pesten Thern Károly tanítványa volt. A következő esztendőben Bécsben járt a műegyetemre, ott is folytatta zenetanulmányait. 1853-ban Temesvárra rándult, hogy ott állandósítsa lakását, de betegeskedése folytán Budapestre ment, majd Sátoraljaújhelyre, ahol atyja a gazdagságban használni kívánta, de erre sem kedve, sem hajlama nem lévén, idejét csak zenével töltötte és a finom műveltségű Matolay családban találván nemeskeblű, a művészetért lángoló buzdítókra és pártolókra. Az 1854—55 évben Ungvárott működött mint zenetanár, de vágya nagyobb hatáskört kívánt, miért is a fővárosba ment, ahol egyrészt tanult másrészt pedig szerzeményei felett véleményt kért Merkl, Thern és Fayl-től, kiknek buzdítása folytán elhatározta egészen a zenének szentelni életét. 1865-ben Losoncot választotta tartózkodási helyül, ahol mint tanítóképezdei zenetanár és a „Losonci dalárda" karnagya működött. Karnagyként a szegedi verseny által teljes elismerést vívott ki magának és a dalárda tagjainak. Írt négyeseket, vegyes karokat, több zongoradarabot, egy hegedű, zongora és gordonka hármast, népdalokat stb.